# Paniek van 1873

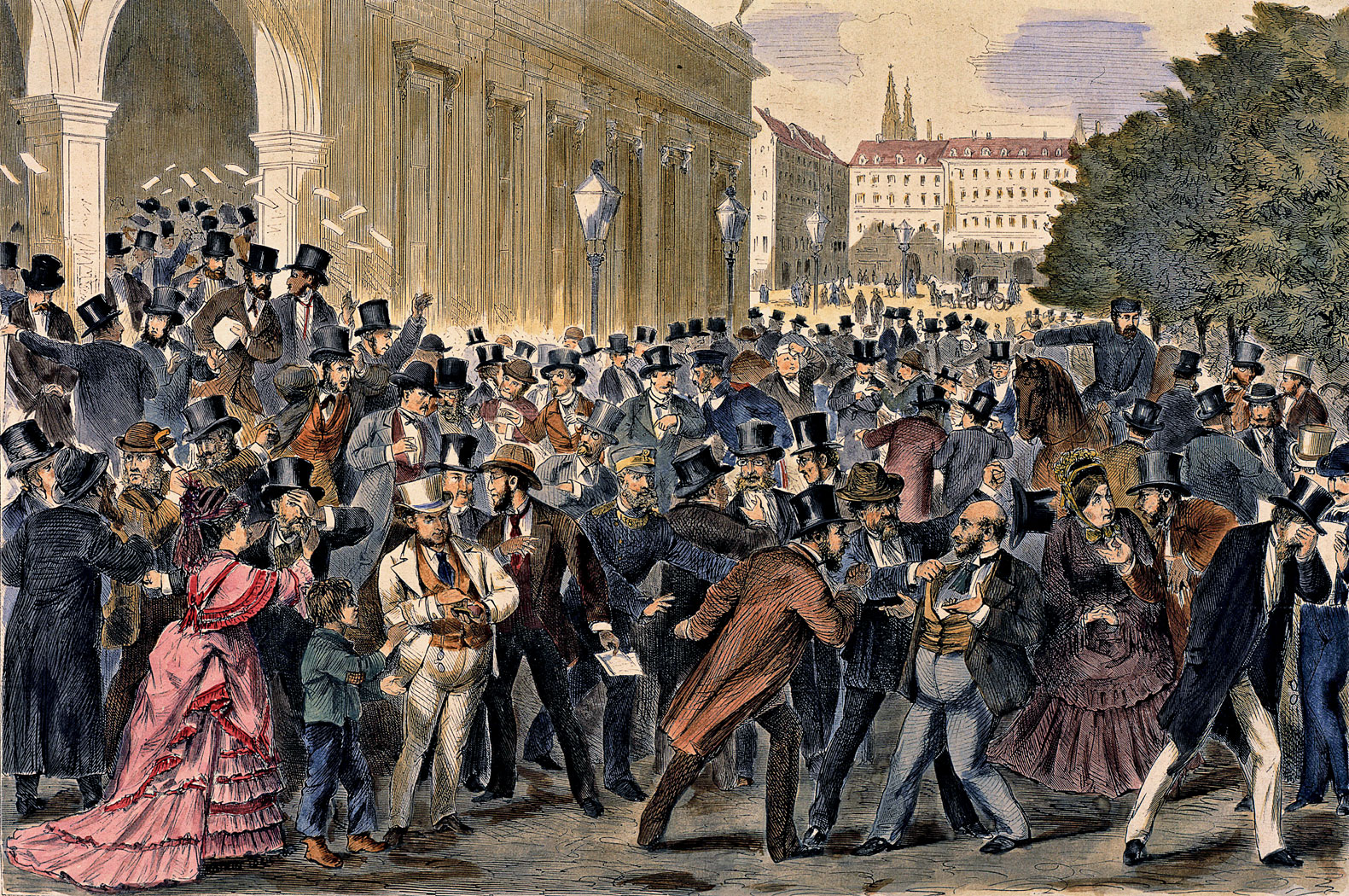
'Zwarte vrijdag', 9 mei 1873, aan de beurs van Wenen

De Paniek van 1873 was een financiële crisis die in Europa en Noord-Amerika de Grote of Lange Depressie veroorzaakte, een depressie die duurde van 1873 tot 1896.
Aan de Paniek lagen verschillende oorzaken ten gronde, waaronder Amerikaanse inflatie, wilde speculatieve investeringen (voornamelijk in spoorwegen), het einde van de zilveren standaard in de Verenigde Staten en Duitsland, economische moeilijkheden door de Frans-Pruisische Oorlog en grote economische verliezen door de grote brand van Chicago (1871) en die van Boston (1872). Deze factoren zetten druk op de bankreserves, die in New York bijvoorbeeld kelderden van 50 miljoen dollar naar 17 miljoen dollar tussen september en oktober 1873. De Lange Depressie die hierop volgde trof Europa en Noord-Amerika hard gedurende twee decennia, en in het bijzonder het Verenigd Koninkrijk. In Duitsland en Oostenrijk maakte de krach een einde aan de Gründerzeit, een periode van economische groei, en wordt doorgaans gesproken van de Gründerkrach.